# Gymnanthemum
Gymnanthemum là một chi thực vật có hoa trong họ Cúc (Asteraceae).

## Loài
Chi Gymnanthemum gồm các loài:
- Gymnanthemum amygdalinum
- Gymnanthemum andrangovalense
- Gymnanthemum antanalum
- Gymnanthemum appendiculatum
- Gymnanthemum auriculiferum
- Gymnanthemum baillonii
- Gymnanthemum baronii
- Gymnanthemum bellinghamii
- Gymnanthemum bolleanum
- Gymnanthemum carnotianum
- Gymnanthemum chapelieri
- Gymnanthemum coloratum
- Gymnanthemum corymbosum
- Gymnanthemum coursii
- Gymnanthemum crataegifolium
- Gymnanthemum cylindriceps
- Gymnanthemum delapsum
- Gymnanthemum dissolutum
- Gymnanthemum exsertiflorum
- Gymnanthemum exsertum
- Gymnanthemum extensum
- Gymnanthemum fimbrilliferum
- Gymnanthemum glaberrimum
- Gymnanthemum hispidulum
- Gymnanthemum humblotii
- Gymnanthemum koekemoerae
- Gymnanthemum louvelii
- Gymnanthemum mespilifolium
- Gymnanthemum metzianum
- Gymnanthemum myrianthum
- Gymnanthemum pectorale
- Gymnanthemum platylepis
- Gymnanthemum pleistanthum
- Gymnanthemum rubicundum
- Gymnanthemum rueppellii
- Gymnanthemum secundifolium
- Gymnanthemum subcrassulescens
- Gymnanthemum theophrastifolium
- Gymnanthemum thomsonianum
- Gymnanthemum triflorum
- Gymnanthemum urticifolium